# Peprilus paru
Peprilus paru е вид бодлоперка от семейство Stromateidae. Видът не е застрашен от изчезване.

## Разпространение и местообитание
Разпространен е в Ангуила, Антигуа и Барбуда, Аржентина, Барбадос, Белиз, Бразилия, Британски Вирджински острови, Венецуела, Гвиана, Гренада, Доминика, Доминиканска република, Колумбия, Куба, Мексико, Монсерат, Никарагуа, САЩ, Сейнт Винсент и Гренадини, Сейнт Китс и Невис, Сейнт Лусия, Тринидад и Тобаго, Уругвай, Хаити и Хондурас.
Обитава крайбрежията на полусолени водоеми, морета и заливи в райони със субтропичен климат. Среща се на дълбочина от 15 до 136 m, при температура на водата от 11,6 до 28 °C и соленост 33,1 – 36,3 ‰.

## Описание
На дължина достигат до 30 cm.